# سرهی ماجرارا
سرهی ماجرارا (اوکراینی: Сергій Миколайович Адвена؛ زادهٔ ۴ اوت ۱۹۸۴) ورزشکار ورزش شنا اهل اوکراین است.
وی در مسابقات کشوری و بین‌المللی در مجموع برندهٔ ۲ مدال طلا، ۱ مدال نقره، ۳ مدال برنز شده‌است.